# Rudnia-Iwaniwśka
Rudnia-Iwaniwśka (ukr. Рудня-Іванівська) – wieś na Ukrainie, w obwodzie żytomierskim, w rejonie zwiahelskim, w hromadzie Emilczyn. W 2001 liczyła 1132 mieszkańców, spośród których 1129 wskazało jako ojczysty język ukraiński, a 3 rosyjski.